# Orthetrum glaucum
Orthetrum glaucum е вид водно конче от семейство Libellulidae. Видът не е застрашен от изчезване.

## Разпространение
Разпространен е в Бруней, Виетнам, Индия, Индонезия (Бали, Калимантан, Малки Зондски острови, Малуку, Папуа, Сулавеси, Суматра и Ява), Китай, Малайзия (Западна Малайзия, Сабах и Саравак), Мианмар, Непал, Пакистан, Провинции в КНР, Сингапур, Тайван, Тайланд, Филипини, Хонконг, Шри Ланка и Япония.